# Lejonströms såg
För andra betydelser, se Lejonström.
Lejonströms såg var ett sågverk i Skellefteå stad, i närheten av Skellefteå landsförsamlings kyrka.

## Historia
År 1780 erhölls tillstånd att anlägga en finbladig vattensåg med två ramar. Den anlades nedanför Skellefteå landsförsamlings kyrka, på Neting-Ören. Inledningsvis togs stockfångsten från kronoskogar i Skellefteå socken. 

Sågen drevs med hjälp av vattenkraft från Skellefteälven varför den stod still vintertid. Med tiden byggdes såghuset om och nya anläggningar uppfördes, bland annat en spånförbränningsugn. Dessutom byggdes inspektorsbostad, kontor, magasin, stall, bryggstuga och bodar. År 1865 hade verksamheten utökats till två sågar med fem ramar.

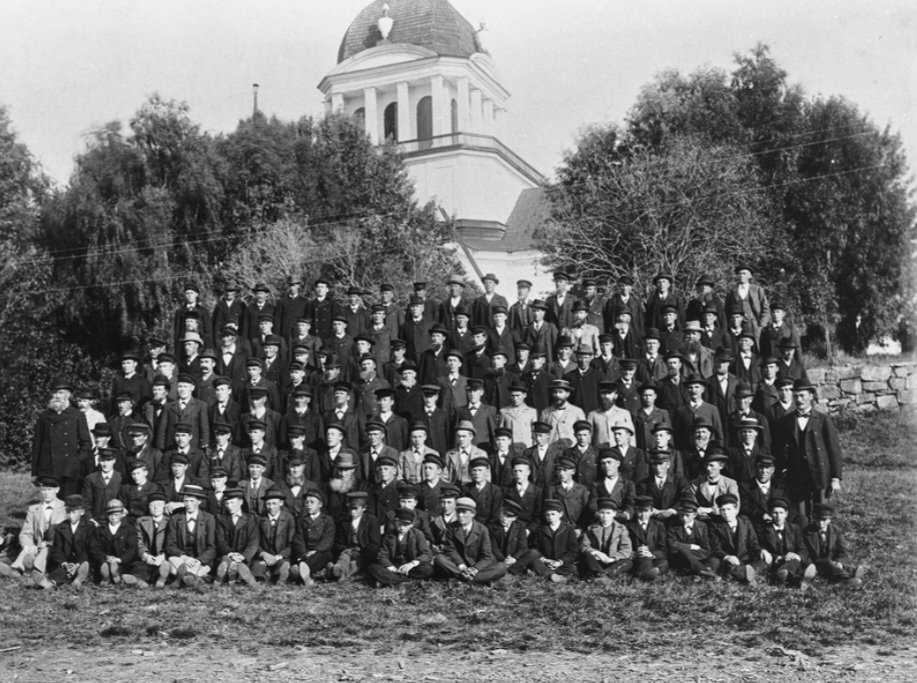
Arbetslaget vid Lejonströms såg i slutet av 1800-talet. Sågverksinspektor Ludvig Forsman (i helskägg) stående till vänster.

År 1870 var cirka 150 man sysselsatta på sågen som hade sin storhetstid åren 1870–1900. År 1905 lades driften ner på grund av den gammalmodiga tekniken som användes och senare revs alla byggnader. År 1914 köptes sågens vattenrätt av Columbus Nilsson i Kåge som anlade ett mindre kraftverk. Eldistributionen övertogs av Skellefteå Kraft 1943.
Lejonströmsbron, fram till 1913 Stora bron, har fått sitt namn efter sågverket. Var namnet Lejonström kommer ifrån är inte klarlagt men härstammar troligen från dåvarande landshövdingen Leijonstedt.

### Ägare
Sågen grundades av kyrkoherden Pehr Högström, lantmätaren Olof Brunnius, handlanden Anders Bolin och bokhållaren Sivert Lundberg. Under 1800-talet köpte Johan Degerman en del av sågen. Vid sin död 1807 ägde han bland annat 3/4 av Lejonströms såg.
På 1830-talet ägdes sågen av hovkamrer Nils Clausén och dennes svåger Westling. S. F. Säwe, Theodor Meyer, Edvard Ungewitter, Fredrik Petersén, Alb. Sandströmer med flera ägde åren 1860–69 både Lejonströms- och Sävenäs såg. Från 1868 arrenderades den dock av Markstedt & Söner. Petersén blev 1869 ensam ägare till båda sågarna i Lejonström och Sävenäs. Samma år sålde  han de båda vidare till Markstedt & Söner. Markstedt & Söner hade i början på 1880-talet även Sävenäs såg och bruk, Björnsholmens såg, Alderholmens skeppsvarv, Johannisfors såg och kvarn.